# Streptococcus pyogenes
Lo Streptococcus pyogenes (streptococco β-emolitico di gruppo A) è un batterio Gram positivo, del diametro di 0,5-1,0 µm. Seminato in opportuni terreni di coltura (agar sangue), forma colonie di 1-2 mm con emolisi di tipo β dopo 24 ore.

## Proprietà e struttura
Come ogni streptococco, S. pyogenes è un batterio anaerobio facoltativo formante colonie a catenella. Sono batteri capsulati, immobili, asporigeni, con metabolismo omolattico e catalasi negativi. Nella parete sono presenti antigeni gruppo-specifici e antigeni tipo-specifici, rappresentati da carboidrati della parete batterica che possono essere messi in evidenza con test immunologici rapidi. Queste differenze permettono la classificazione delle varie specie β-emolitiche di Streptococcus; in particolare S. pyogenes possiede come carboidrato gruppo specifico un dimero di N-acetilglucosamina e ramnosio, che costituisce circa il 10% del peso secco della cellula (gruppo A).
Proteina M
S. pyogenes possiede una proteina M (codificata a livello del gene emm) (tipo-specifica), associata alla parete degli streptococchi virulenti. È formata da due catene polipeptidiche unite a formare una α-elica; l'estremità C-terminale è ancorata alla membrana citoplasmatica ed è costante. L'estremità N-terminale è responsabile della diversità antigenica di più 100 sierotipi M. Le proteine M sono suddivise in molecole di classe I e molecole di classe II. In particolare, i pazienti che manifestano febbre reumatica hanno ceppi con proteina M di classe I. La proteina M rappresenta anche un valido antigene protettivo in caso di reinfezione da parte dello stesso tipo di Streptococcus pyogenes.
Proteine tipo-M
Sono anch'esse codificate dal gene emm (geni deputati alla sintesi della proteina M, tipo M e altre che si legano alle Ig). Il sequenziamento del gene emm che codifica per la proteina M permette la classificazione a fini epidemiologici.
Proteina T
È una proteina con ruolo antigenico resistente all'azione della tripsina.
Proteina F
Facilita il legame alla cellula ospite legandosi alla fibronectina presente sulla superficie delle cellule.
Acido lipoteicoico
Insieme alla proteina F determina il legame alla fibronectina.

## Fattori di virulenza
S. pyogenes possiede una grande quantità di fattori di virulenza che giustificano la patogenesi e il polimorfismo del quadro clinico.
Capsula
È composta da acido ialuronico, proprietà che ne consente il difficile riconoscimento dal sistema immune dell'ospite. Inoltre, possiede attività antifagocitaria, insieme alla proteina M.
Esotossine pirogeniche streptococciche (SPE)
Dette anche tossine eritrogeniche, le principali sono SPE-A, SPE-B, SPE-C e SPE-F. Sono prodotte da ceppi lisogeni e agiscono da superantigeni. Permettono il rilascio di grosse quantità di citochine, che mediano diversi effetti biologici tra cui lo shock, l'insufficienza d'organo e collasso. Sono le responsabili dell'eritema della scarlattina.
Streptolisina
Streptolisina S: siero-solubile, ossigeno stabile. Lisa globuli rossi, leucociti, piastrine. Stimola il rilascio di enzimi lisosomiali dopo la fagocitosi. Non è immunogena.
Streptolisina O: ossigeno labile. Lisa leucociti, piastrine, eritrociti, stimola il rilascio di enzimi lisosomiali. È immunogena: induce anticorpi rivelabili con il TAS (titolo antistreptolisinico).
Streptochinasi
Esistono due forme di streptochinasi, la A e la B. Lisano i coaguli di sangue. Sono responsabili della rapida diffusione dello S. pyogenes nei tessuti infetti. Gli anticorpi anti-streptochinasi sono marker utili per la diagnosi dell'infezione.
Desossiribonucleasi (da A a D)
Questi enzimi non sono citolitici, ma possono depolimerizzare il DNA libero presente nel pus, favorendo la diffusione del batterio nell'ospite. Inducono la produzione di anticorpi.
C5a peptidasi
La componente C5a del complemento media l'infiammazione reclutando e attivando i fagociti. La C5a peptidasi inattiva il processo infiammatorio degradando il C5a.
Ialuronidasi
Giustifica la degradazione della matrice extracellulare e la conseguente diffusione nei vari tessuti.

## Patogenesi e immunità
La virulenza è determinata dalla capacità che ha lo streptococco di effettuare il percorso:
- adesione (acido lipoteicoico, proteina M, proteina F)
- invasione (proteina M e F, che permettono l'ingresso nelle cellule epiteliali)
- evasione dell'opsonizzazione e della fagocitosi (proteina M, capace di legarsi al fattore H del complemento e produzione di C5a peptidasi)
- capacità di produrre una grossa quantità di tossine ed enzimi.

## Epidemiologia
S. pyogenes colonizza l'orofaringe di soggetti sani e giovani adulti. Si trasmette per aerosol da persona a persona (zone affollate). Le infezioni dei tessuti molli (piodermiti, erisipela, cellulite, fascite) sono tipicamente precedute da una iniziale colonizzazione della pelle da parte dei S. pyogenes dopo che i batteri si sono introdotti nei tessuti superficiali o profondi attraverso lesioni cutanee. La colonizzazione può anche avvenire attraverso fomiti o artropodi vettori.

## Profilo clinico
S. pyogenes è in grado di sostenere malattie suppurative e malattie non suppurative.

### Malattie streptococciche suppurative
Faringite
Interessa i ragazzi di 5-15 anni; il contagio avviene per via aerea, tramite le goccioline di Flügge. Il periodo d'incubazione è di 2-4 giorni, con sintomi quali gola infiammata, febbre, malessere e cefalea. La faringe si presenta edematosa con essudato bianco-giallastro adeso alle tonsille, all'ugola e al palato molle. È presente linfoadenopatia cervicale. Per le complicanze che prevede l'infezione da S. pyogenes, prevede un'accurata diagnosi differenziale con le faringite virali.
Scarlattina
È una complicazione della faringite. I ceppi responsabili sono produttori della tossina eritrolitica, codificata da un fago lisogeno. Il periodo d'incubazione è di 1- 2 giorni dopo i sintomi della faringite. Sintomi e segni comprendono rash eritematoso, dolore al torace e all'addome, diffusione del rash alle estremità, pallore circumorale, alle mani e ai piedi e tipica lingua a fragola (piccole emorragie ricoperte da essudato). Il rash scompare dopo 5-7 giorni ed è seguito da desquamazione. Talvolta possono essere osservati ascessi peritonsillari. Complicazioni (rare) interessano cervello, cuore, ossa e articolazioni.
Piodermite o impetigine
Infezione confinata e purulenta della pelle che colpisce mani, gambe, viso, braccia, cute e, a volte, il tessuto sottocutaneo. Interessa i bambini di 2-5 anni, con scarsa igiene personale, soprattutto nei mesi caldi e umidi. I linfonodi regionali sono spesso ingrossati. Sono possibili sovrainfezioni da Staphylococcus.
Erisipela
L'erisipela è un'infezione cutanea caratterizzata da eritema, calore e linfonodi ingrossati. Il quadro cutaneo comprende anche segni sistemici quali brividi, febbre e leucocitosi. Interessa generalmente il viso, il tronco e le gambe, soprattutto in soggetti anziani e defedati.
Cellulite
Diversamente dalla erisipela, la cellulite coinvolge la cute e il tessuto sottocutaneo profondo. La distinzione tra la cute infetta e quella non infetta non è facilmente apprezzabile. È caratterizzata da un marcato eritema che spesso è doloroso. I segni sistemici sono spesso molto più gravi rispetto all'erisipela.
Fascite necrotizzante
Infezione cutanea che interessa cute, sottocute, fascia muscularis, muscoli e grasso. La risposta infiammatoria all'infezione ostacola l'apporto sanguigno con gangrena e necrosi muscolare. I sintomi comprendono febbre, ipotensione e disturbi multiorgano. Queste infezioni si possono sviluppare rapidamente ed essere fulminanti nel giro di 24 ore (morte nel 50% dei casi, anche dopo tempestivo intervento chirurgico).
Sindrome streptococcica da shock tossico
I pazienti affetti da questa sindrome presentano infiammazione dei tessuti molli, nel sito d'infezione, dolore e sintomi aspecifici come ipotensione, dolore, febbre, brividi e malessere. Il dolore aumenta fino allo shock e a collasso degli organi. Soggetti a rischio sono immunodepressi e alcolisti. I sierotipi coinvolti sono soprattutto M1 e M3 che presentano capsule mucopolisaccaridiche di acido ialuronico. La sindrome si deve anche alla produzione esotossine pirogeniche (SpeA e SpeC).
Batteriemia
S. pyogenes è uno degli streptococchi β-emolitici più frequentemente isolati dalle emocolture. È isolato da pazienti affetti da fascite necrotizzante o sindrome da shock tossico.

### Malattie streptococciche non suppurative
Febbre reumatica acuta
Complicazione non suppurativa associata alla faringite streptococcica da S. pyogenes. Si hanno processi infiammatori a carico del cuore (pancardite: endocardite, pericardite, miocardite). Sono presenti anche processi infiammatori a carico delle articolazioni (artralgie, artriti deformanti a decorso migratorio), dei vasi sanguigni e del tessuto sottocutaneo. I sierotipi coinvolti sono: M1, 3, 5, 6, 18. Il danno cardiaco si deve a reazione autoimmune. Alcuni antigeni di Streptococcus hanno infatti reattività crociata con molecole presenti nel corpo umano; in particolare gli Ab evocati dal batterio si legano al muscolo cardiaco, a muscoli scheletrici, a muscoli lisci e ai vasi sanguigni.
Glomerulonefrite acuta
Complicazione di infezione (sia cutanea sia respiratoria). È presente infiammazione acuta con edema, ipertensione, ematuria, proteinuria e disfunzione renale. La malattia si deve a immunocomplessi che attivano il complemento a livello dei glomeruli renali.
Eritema nodoso
La deposizione di complessi antigene-anticorpo a livello dei capillari del derma e del sottocutaneo può innescare un processo infiammatorio localizzato che si traduce clinicamente nella comparsa dell'eritema nodoso.
PANDAS (Pediatric Autoimmune Neuropsychiatric Disorders Associated with Streptococcal infections)
Un'ipotesi nosologica che sostiene l'esistenza di un sottoinsieme di bambini con rapida insorgenza di disturbo ossessivo-compulsivo (DOC), problemi neurologici e/o tic (sindrome di Tourette) correlata con infezioni da streptococco β emolitico di gruppo A. La connessione proposta tra l'infezione e tali disturbi psichici si basa sulla teoria che possa esserci un'iniziale reazione autoimmune scatenata dalla presenza del batterio, con la produzione di anticorpi che, interferendo con i gangli della base, siano responsabili del quadro clinico.
Sindrome da fatica cronica (CFS) e fibromialgia
Viene ipotizzato che infezioni batteriche da Streptococcus pyogenes A potrebbero attivare sintomi tipici della CFS o della fibromialgia.
Sindrome delle fascicolazioni benigne (SFB)
Considerata affine alla CFS, è possibile che una delle tante cause ipotizzate sia una sindrome post-infettiva.

## Profilo diagnostico
I campioni biologici elettivi sono i tamponi tonsillari e faringei. Altri tamponi possono essere prelevati dalla base delle lesioni cutanee sospette. All'esame microscopico, S. pyogenes sono visibili come piccoli cocchi Gram + con disposizione a catenella. Tuttavia l'esame microscopico è poco specifico per la presenza di altre specie di Streptococcus nell'oro faringe. L'esame colturale prevede la semina su agar sangue, dove è possibile visualizzare la β-emolisi dopo 24 ore. S. pyogenes cresce difficilmente in altri terreni dove non sia addizionato sangue per l'assenza di catalasi (presente nel sangue) in grado di metabolizzare i prodotti tossici dell'ossigeno. Il metodo Streptex è di gran lunga il test più specifico e sensibile, basato sulla ricerca di antigeni quali la streptolisina e la desossiribonucleasi mediante anticorpi monoclonali.
Inoltre, le colonie di S. pyogenes sono sensibili alla bacitracina, utile elemento di diagnosi differenziale per distinguere le varie specie di Streptococcus. S. pyogenes presenta l'enzima L-pirrolidonilarilamidasi; la sua ricerca mediante substrati cromigeni offre un test a elevata specificità. Nel campione ematico possono essere ricercati anticorpi quali il TAOS, antistreptochinasi e la anti-ialuronidasi.

## Terapia, prevenzione, controllo
La penicillina o i suoi derivati rappresentano la terapia d'elezione, grazie all'elevata sensibilità di S. pyogenes a questi antibiotici. L'eritromicina e le cefalosporine risultano efficaci in pazienti allergici alla penicillina. La terapia, onde prevenire gli effetti non suppurativi di S. pyogenes, deve durare almeno dieci giorni. Nei casi in cui si sospettino infezioni miste con stafilococchi si deve utilizzare oxacillina o vancomicina. Nelle infezioni cutanee è necessario il drenaggio e pulizia della ferita.